# Кишенский, Николай Павлович
Николай Павлович Кишенский (1 [13] ноября 1850, Нижегородская губерния — 28 декабря 1927, Тверская губерния) — русский охотник, основоположник ружейной охоты с гончими в России, заводчик, эксперт по русским гончим, теоретик истории гончих. Происходил из дворянского рода Кишенских. Автор книг об охоте и гончих собаках, в том числе фундаментального труда «Записки охотника Тверской губернии о ружейной охоте с гончими».

## Биография
Николай Павлович Кишенский родился 1 (13) ноября 1850 года в родовом имении дворян Кишенских в селе Большая Ара (Рождественское) Лукояновского уезда Нижегородской губернии, в семье отставного поручика лейб-гвардии Семёновского полка Павла Дмитриевича Кишенского. Николай был старшим ребёнком в семье, имел трёх братьев и двух сестёр. Мать Аграфена Николаевна, урождённая Полторацкая, — потомственная дворянка из Тверской губернии. В её фамильное имение в селе Велеможье Новоторжского уезда семья переехала после отмены крепостного права. Младший брат Н. П. Кишенского — Дмитрий Павлович Кишенский — патологоанатом, ректор Новороссийского университета.
Николай Кишенский получил хорошее домашнее образование, владел французским и немецким языками. В молодости пытался участвовать в общественной жизни и уже в 1868 году был избран мировым судьёй участка в Новоторжском уезде, но прослужил лишь один срок и полностью посвятил себя управлению фамильным имением, охоте и разведению гончих собак.
К 1885 году Кишенский уже был известным охотником и заводчиком костромских гончих. Николай Павлович женился, получив за женой 400 десятин земли, и неподалёку от деревни Высоцкое Тысяцкой волости Новоторжского уезда построил собственную поместную усадьбу — сельцо Охотничье.

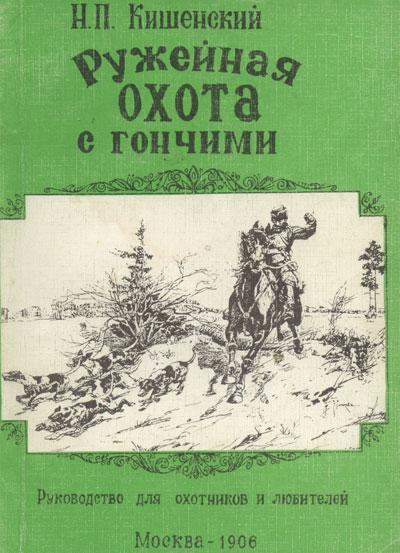
Обложка издания 1906 года

Умер в сельце Охотничье в Тверской губернии 28 декабря 1927 года и похоронен на кладбище близ Чурилова (ныне село Васильково Кувшиновского района). Его личный архив и усадьба Охотничье не сохранились.

## Работы
Первая статья Н. П. Кишенского опубликована в 1877 году в «Журнале охоты» (позднее — журнал «Природа и охота»). Главный редактор журнала Л. П. Сабанеев нашёл в лице Кишенского постоянного эксперта по вопросам гончих и охоты с ними для своих капитальных трудов, друга и единомышленника.
В 1879 году в седьмом номере журнал «Природа и охота» начал публиковать «Записки охотника Тверской губернии о ружейной охоте с гончими». «Записки…» — фундаментальный труд, который лежит в основе современной культуры ружейной охоты с гончими в России. До выхода в свет этой работы существовали серьёзные исследования, посвященные псовой охоте с борзыми. Кишенский был первым, кто описал и проанализировал ружейную охоту с гончими, обобщил основные тенденции, обозначил направление в развитии отечественных пород гончих собак и в правилах охоты с ними. Этот труд признан классическим, за исключением спорных положений о породах гончих. Изложенная в «Записках…» неоднозначная позиция Кишенского о породах русских гончих и их статях вызвала бурные споры, но и привлекла внимание к гончим собакам, чем способствовала их популяризации, и попутно — доходности питомника Кишенского. 
Следующая работа «Опыт генеалогии собак» публиковалась в «Природе и охоте» начиная с 1882 года. На основе довольно спорных допущений Кишенский в этом труде пытается доказывать, что костромская гончая — единственная чистокровная гончая в России, «идеальная гончая», прямой потомок восточных гончих. Л. П. Сабанеев определил этот труд по истории собаководства как выдающийся, не имеющий аналогов в мировой литературе.
В 1887 году было создано первое специализированное кинологическое объединение в России — Общество любителей породистых собак (ОЛПС), которое с 1889 года начало проводить в Санкт-Петербурге ежегодные выставки собак. В 1888 году ОЛПС издало брошюру «Описание типичных признаков охотничьих собак. Составлено для очередных выставок Общества любителей породистых собак». Раздел о гончих в этой брошюре написан Кишенским, которого пригласили быть штатным экспертом Общества по отделу гончих собак. Выводы Кишенского стали основой для последующих работ над породой. В 1895 году «Природа и охота» опубликовала «Описание типичных признаков современной русской гончей» А. Д. Бибикова и П. Н. Белоусова, основанное на каноне, предложенном Кишенским. 
Николай Павлович в течение десяти лет был бессменным судьёй гончих на выставках собак, которые с 1899 года стало проводить Московское общество охоты имени Императора Александра II. По словам выдающегося гончатника Н. П. Пахомова, Кишенский имел прирождённый «глаз» и безошибочно определял лучшую собаку, но при этом отдавал предпочтение собакам своего разведения.
В 1906 году в Москве вышли переиздания «Записок охотника Тверской губернии…» под заголовком «Ружейная охота с гончими. Руководство для охотников и любителей». Под этим же названием книга переиздана в 2003 году.
В память об основоположнике ружейной охоты, заводчике и эксперте, сыгравшем значительную роль в развитии охоты, создании и становлении породы русских гончих, Тверское областное общество охотников и рыболовов проводит ежегодные состязания гончих памяти Н. П. Кишенского.